# Assassinato de Alayna Ertl
Alayna Ertl era uma menina desaparecida de 5 anos de Watkins, Minnesota, que mais tarde foi encontrada assassinada. Ela desapareceu no sábado, 20 de agosto de 2016, e foi vista viva pela última vez por volta das 2h, horário de verão central, de acordo com o Alerta Âmbar que foi emitido para ela. Quando seus pais acordaram às 8h de sábado, eles notaram que sua filha, sua caminhonete e o hóspede que passou a noite com eles haviam desaparecido. Depois que seus pais relataram seu desaparecimento, o celular de seu pai na caminhonete tocou em uma torre de celular no condado de Todd, Minnesota, dando uma pista de onde ela poderia estar. Seu corpo foi localizado nove horas depois no condado de Cass, perto do Wilderness Park, em uma área pantanosa.
Acredita-se que o hóspede da noite, Zachary Todd Anderson, companheiro de time de softball do pai da menina, tenha roubado a caminhonete branca GMC Sierra 2002 da família durante o sequestro. Ele foi localizado em uma área isolada por volta das 16h20, horário central. A polícia rastreou o veículo até a cabana da família de Anderson, que estava desocupada quando eles chegaram. Quando a polícia localizou Anderson, ele estava com os pulsos cortados até os joelhos em um pântano atrás da cabana. Ele finalmente os levou ao corpo de Alayna, que estava completamente submerso na água. Uma autópsia encontrou evidências de agressão sexual e determinou que a causa da morte foi estrangulamento e traumatismo contuso na cabeça.
Em 2 de março de 2018, Anderson se declarou culpado de uma acusação de homicídio em primeiro grau ao cometer conduta sexual criminosa em primeiro grau. Ele recebeu a sentença obrigatória de prisão perpétua em Minnesota, sem possibilidade de liberdade condicional.